# Bateria (eletricidade)
Uma pilha é um sistema que, espontaneamente, converte energia química em energia elétrica, por intermédio de um processo de oxirredução, onde a troca de elétrons se dá de maneira indireta. Cada célula de uma bateria contém um terminal positivo (cátodo) e um terminal negativo (ânodo). O processo químico de troca de elétrons é conhecido como oxirredução.

## Diferença entre bateria e pilha
Existe uma diferença básica entre bateria e pilha.

### Bateria

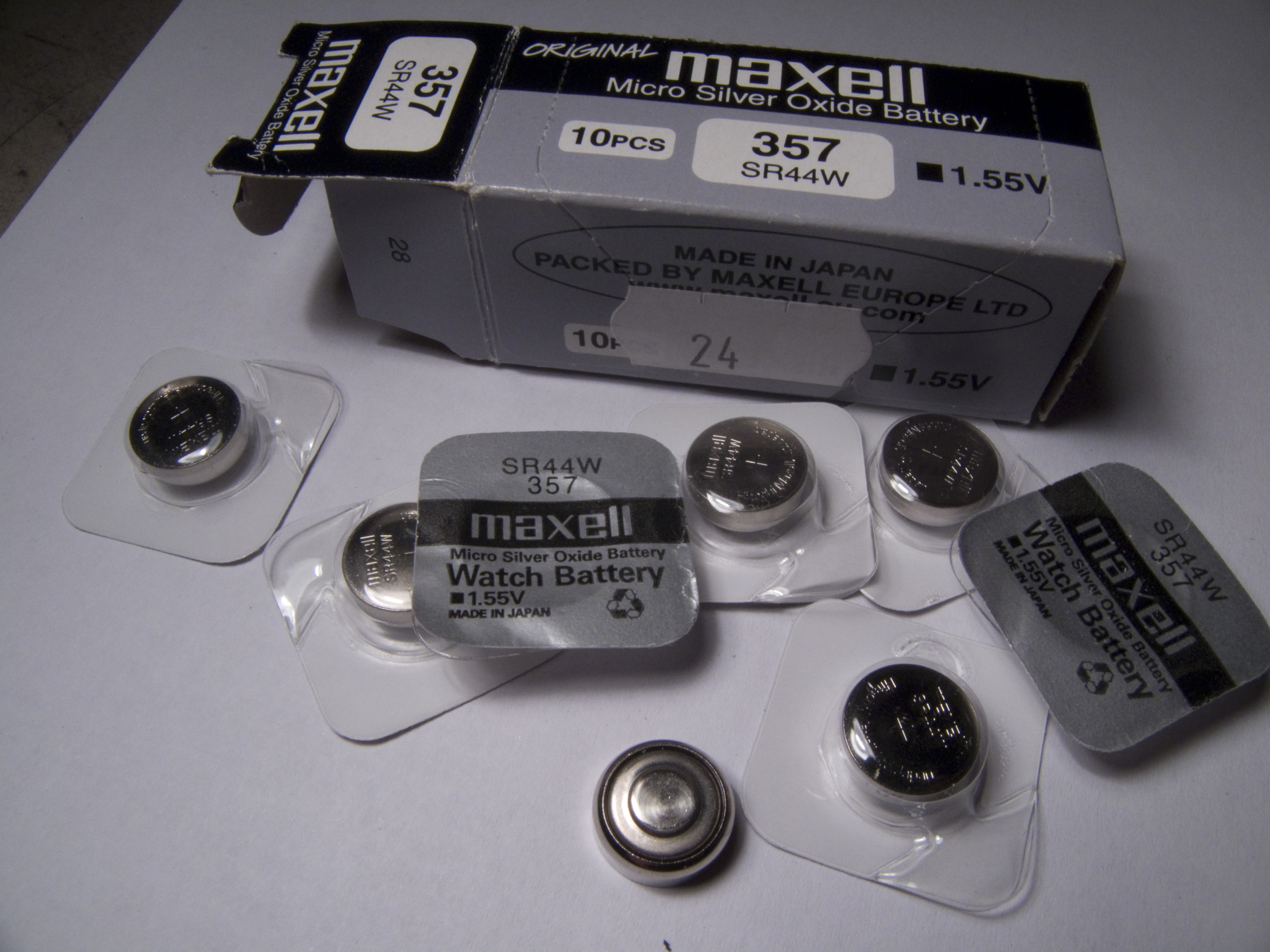
Baterias de óxido de prata.

A bateria é formada por várias pilhas em série ou paralelas.
As baterias podem ser compostas de diversos materiais, tamanhos e potência. Elas podem caber dentro de um relógio ou fornecer energia a um veículo elétrico.
De acordo com estimativas, a indústria de produção de baterias movimenta US$48 bilhões de dólares por ano.

#### Bateria de níquel-cádmio
É composta pelos elementos químicos: níquel (Ni) e cádmio (Cd). Foi usada em câmeras digitais, câmeras de vídeo e telefones celulares. Por ter problemas de efeito memória, foi substituída pela bateria de íon-lítio.

#### Bateria de chumbo

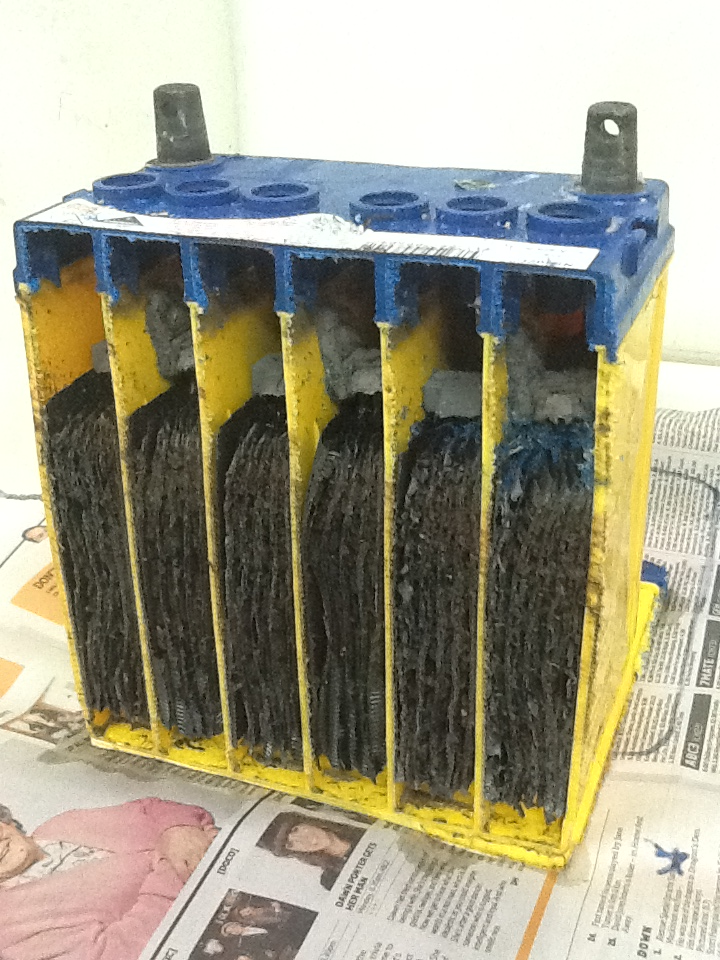
Visão interna de uma bateria automotiva de seis células

Também chamada de bateria automotiva, é responsável por manter veículos automotivos e camiões com energia, mesmo quando desligados. É composta por chumbo e uma solução aquosa de ácido sulfúrico (H2SO4).

#### Bateria de diamante
A bateria de diamante vem sendo desenvolvida, independentemente, por pesquisadores britânicos e russos.

### Pilha
Pilha elétrica, célula galvânica, pilha galvânica ou ainda pilha voltaica  é um dispositivo onde têm-se dois elétrodos que são constituídos geralmente de metais diferentes, que fornecem a superfície na qual ocorrem as reações de oxidação e redução. Estes elétrodos são postos em dois compartimentos separados, imersos por sua vez em um meio contendo íons em concentrações conhecidas e separados por uma placa ou membrana porosa, podendo ser composta por argila não vitrificada, porcelana ou outros materiais. As duas metades desta célula eletroquímica são chamadas compartimentos e têm por finalidade separar os dois reagentes participantes da reação de oxidorredução. Caso contrário, os elétrons seriam transferidos diretamente do agente redutor para o agente oxidante. Finalmente, os dois elétrodos são conectados por um circuito elétrico, localizado fora da célula, denominado circuito externo, garantindo o fluxo de elétrons entre os elétrodos.
As pilhas não devem ser confundidas com as baterias. Enquanto a primeira apenas converte energia química em energia elétrica, a segunda faz a interconversão entre energia química e energia elétrica.
É importante saber que na pilha, os elétrons fluem do ânodo para o cátodo, sendo que o sentido convencional da corrente elétrica, frequentemente utilizado na Física, se dá do cátodo para o ânodo.

#### História
No século XVII, Otto von Guericke inventou a primeira máquina para produzir eletricidade estática. A máquina consistia em uma esfera sólida, composta por enxofre. Essa esfera, era colocada em um eixo, composto por ferro, encaixado em uma caixa de madeira. Com essa montagem, era possível girar o eixo com uma mão, enquanto se atritava a superfície da esfera com a outra, produzindo eletricidade estática.
Na segunda metade do século XVIII, Luigi Galvani começou a pesquisar sobre a eletricidade animal. Após dez anos de pesquisa publicou Sobre as forças de eletricidade nos movimentos musculares, onde concluía que os músculos armazenavam eletricidade (do mesmo modo que uma garrafa de Leiden) e os nervos conduziam essa eletricidade. 
Em uma de suas experiências, Galvani descobriu ao acaso, ao deixar uma rã dissecada próxima a um gerador eletrostático, que ao tocar a ponta de um bisturi nas partes internas do anfíbio, as patas da rã se contraiam. Após essa descoberta acidental, Galvani iniciou uma série de experiências, buscando entender o fenômeno que havia ocorrido. Galvani havia então, erroneamente, atribuído o fenômeno à eletricidade animal, e não aos metais diferentes que estavam em contato com o animal. O que Galvani fez, de fato, sem perceber, foi produzir corrente elétrica, dando origem ao princípio de funcionamento da pilha elétrica.
No século XVIII, Alessandro Volta, pondo em prática as experiências de Luigi Galvani, verificou que ao colocar metais de mesmo material em contato, não havia corrente elétrica. Ou seja, Luigi Galvani estava errado ao defender que a corrente elétrica, que aparecia ao seu experimento, era originada da eletricidade animal. Volta também verificou que a corrente elétrica surgia somente quando os metais eram de materiais diferentes. Com isso, o conceito correto passou a ser defendido, de que a corrente elétrica surgia devido aos metais e não pelo tecido animal. Verificou-se que ao colocar os metais, de diferentes materiais, em contato, um dos metais ficava ligeiramente negativo, e o outro ligeiramente positivo. Estabelece-se então uma diferença de potencial, ou seja, uma tensão elétrica. A partir dessa experiência, originou-se a pilha voltaica.
A pilha de Volta era composta por discos de zinco e de cobre empilhados e separados por pedaços de tecido embebidos em solução de ácido sulfúrico. A diferença de potencial se dava sempre que um fio condutor era ligado as extremidades dos discos de zinco e cobre.  
Em 1812, Davy produziu um arco elétrico usando elétrodos de carvão mineral ligados a uma bateria de muitas células. Para a criação do arco elétrico, os elétrodos eram colocados muito próximos um ao outro. Com uma proximidade elevada, uma alta tensão era colocada, assim se formava o arco elétrico. Posteriormente, anos depois, muitas lâmpadas foram criadas a partir desse conceito. 

#### Funcionamento de uma pilha

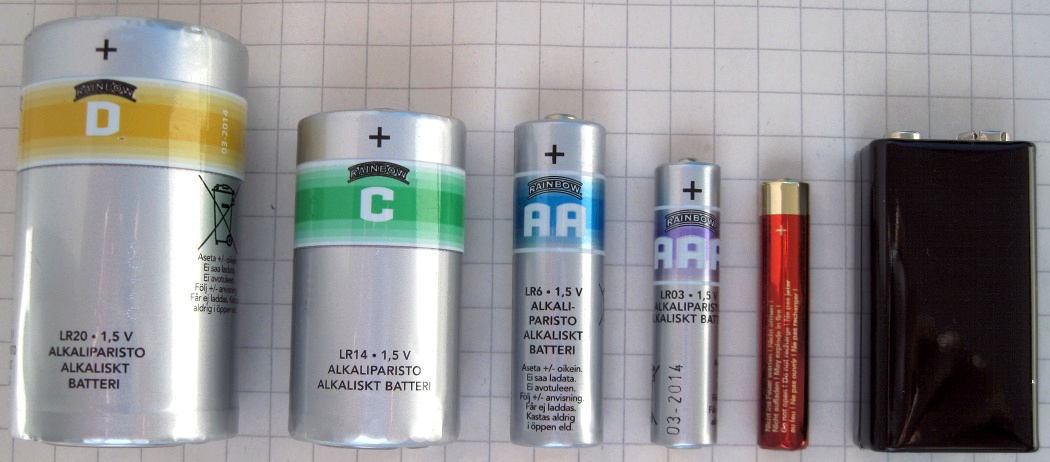
Diferentes formatos de pilhas: D, C, AA, AAA, AAAA, e 9V.

O modelo mais conhecido é a Pilha de Daniell, inventada pelo químico britânico John Daniell, em 1836, quando o avanço da telegrafia criou a necessidade urgente de uma fonte de corrente elétrica confiável e estável. Essa pilha consiste na imersão de um fio de zinco numa solução aquosa de sulfato de zinco, assim como um fio de cobre em solução aquosa de sulfato de cobre(II), mantendo os dois metais interligados eletricamente por um fio.

Célula de combustível.

Os fios de zinco e de cobre são denominados elétrodos e fornecem a superfície na qual ocorrem as reações de oxidação e de redução. Se os elétrodos de zinco e o cobre forem ligados entre si, por meio de um circuito externo, haverá um escoamento de elétrons através desse circuito, o fluxo de elétrons vai da espécie que está sendo oxidada (ânodo) para a espécie que se está reduzindo (cátodo).
Logo,
- Ânodo = local onde ocorre oxidação, é o polo negativo da pilha.
- Cátodo = local onde ocorre redução, é o polo positivo da pilha.

Para descobrir qual das espécies químicas será o ânodo e qual será o cátodo, devemos recorrer à tabela de potencial padrão (Eº), que mede o poder de puxar elétrons de um único elétrodo, onde contém o valor do potencial de cada espécie química, em volts (V).
Através dos dados da tabela de potencial padrão, podemos determinar que o cobre possui um caráter redutor maior que o zinco, por esse motivo o cobre será reduzido, enquanto o zinco será oxidado.

Modelo de pilha de Daniell

Segundo Atkins e Jones, para que os elétrons passem dos átomos de Zn para os íons Cu2+ e permitam que a reação espontânea ocorra, eles tem de passar por um fio que servirá de circuito externo e depois pelo elétrodo de Cu até a solução de sulfato de cobre (II). Os íons Cu2+ convertem-se em átomos de Cu no cátodo, simultaneamente, os átomos de Zn convertem-se em íons Zn2+ no ânodo. À medida que se vai ocorrendo a redução, a solução no cátodo adquire carga negativa (excesso de elétrons no meio), enquanto a solução no ânodo começa a desenvolver carga positiva (ausência de elétrons no meio). Para que esse processo não cause a interrupção no fluxo de elétrons, a pilha pode conter uma parede permeável ou uma ponte salina (com cloreto de potássio, os íons Cl– migram em direção ao ânodo e os íons K+ migram em direção ao cátodo) que fazem o contato entre as duas células. As reações de elétrodo e a reação da célula são:                                                                         ânodo: Zn (s) {\displaystyle \longrightarrow } Zn2+(aq) + 2 e–
Cátodo: 2 e– + Cu2+(aq) {\displaystyle \longrightarrow } Cu(s)
Reação Global: Zn(s) + Cu2+(aq) {\displaystyle \longrightarrow } Zn2+(aq) + Cu(s)

#### Observações
O metal mais nobre (menos reativo) sofre sempre redução.
- Ânodo: Nele ocorre a oxidação = polo negativo da pilha;
- Cátodo: Nele ocorre a redução = polo positivo da pilha;
- A substância que sofre redução denomina-se agente oxidante;
- A substância que sofre oxidação denomina-se agente redutor.

Lembrando também, que:
- O ânodo corrói (sai da lâmina e vai para a solução);
- O cátodo se deposita (sai da solução e vai para a lâmina);
- Uma "pilha recarregável" (nome impróprio) é na verdade uma bateria.